# 818 (numero)
Ottocentodiciotto (818) è il numero naturale dopo il 817 e prima del 819.

## Proprietà matematiche
- È un numero pari.
- È un numero composto con 4 divisori: 1, 2, 409, 818. Poiché la somma dei suoi divisori (escluso il numero stesso) è 412 < 818, è un numero difettivo.
- È un numero semiprimo.
- È un numero palindromo e un numero ondulante nel sistema numerico decimale e nel sistema di numerazione posizionale a base 17 (2E2).
- È un numero felice.
- È un numero intoccabile.
- È parte delle terne pitagoriche (240, 782, 818) , (818, 167280, 167282).
- È un numero odioso.
- È un numero nontotiente (per cui la equazione φ(x) = n non ha soluzione).

## Astronomia
- 818 Kapteynia è un asteroide della fascia principale del sistema solare.
- NGC 818 è una galassia della costellazione di Andromeda.
- Cosmos 818 è un satellite artificiale russo.